# 平中秀子
平中 秀子（ひらなか ひでこ、1973年7月8日 - ）は、北海道出身の元女子競泳選手。三笠市立三笠中学校、品川女子学院高等学校、専修大学出身。
1992年日本選手権水泳競技大会の200m個人メドレー、400m個人メドレーで優勝し、同年のバルセロナオリンピックの200m個人メドレーで9位、400m個人メドレーで5位、1996年のアトランタオリンピックの400m個人メドレーでは13位となった。
2000年の同大会のシドニーオリンピック代表選考会では200ｍ個人メドレーは3位、400ｍ個人メドレーは2位で健在するものの、代表にはならなかった。その年には結婚して安藤 秀子として出場するも、2001年9月15日に現役を引退した。